# Horodok (Lwiw)

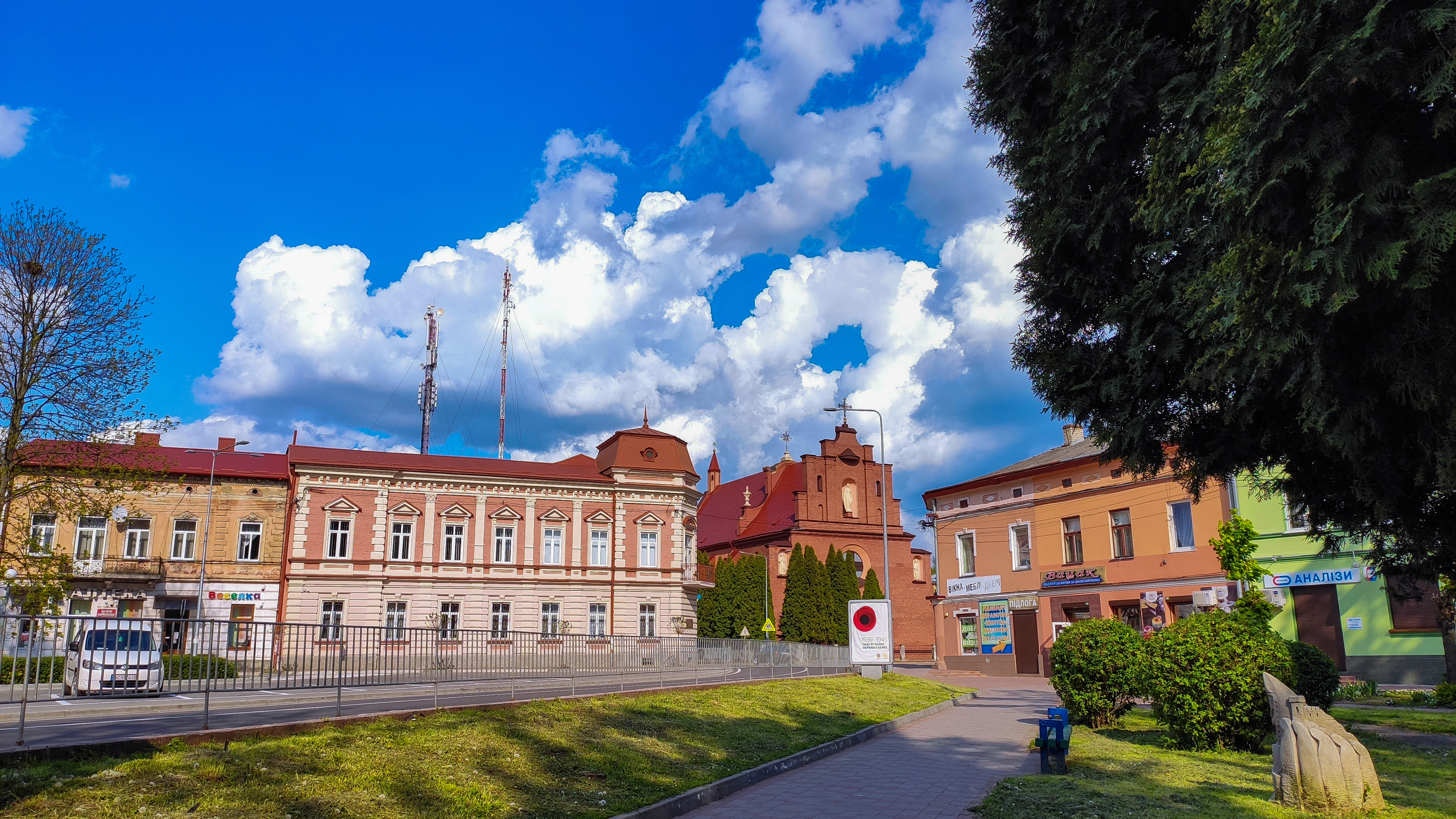
Hauptplatz im Ort

Horodok (ukrainisch Городок; russisch Городок Gorodok, polnisch Gródek bzw. ab 1906 Gródek Jagielloński, deutsch selten Grodeck) ist eine ukrainische Stadt mit etwas mehr als 16.000 Einwohnern und war bis 2020 das administrative Zentrum des Rajon Horodok, seither ist sie ein Teil des Rajons Lwiw. Sie liegt an der Wereschyzja in der Oblast Lwiw und befindet sich an der Verbindungsstraße M 11/E 40, 24 km südwestlich der Bezirkshauptstadt Lwiw. Die nächstgrößere Stadt ist Lwiw.

## Geschichte
Die Befestigung bzw. Slawischer Burgwall (allgemein in den slawischen Sprachen grad, gród, gorod, horod usw.; das Wortende -ok/-ek ist diminutiv) im Fürstentum Galizien wurde 1213 als Гороԁокь zum ersten Mal schriftlich erwähnt, 1227 war es im Besitz des Fürstes Mstislaw Mstislawitsch. Ab 1349 im Königreich Polen, kurz danach siedelten sich im Ort die Franziskaner an, die römisch-katholische Pfarrei wurde 1372 von Wladislaus II. von Oppeln, dem Statthalter in der „Rus“ gestiftet. 1389 erhielt sie das Magdeburger Stadtrecht, als die sechste Ortschaft Rotrutheniens. Die neue Stadt erhielt 100 Hufen Land. Der erste Vogt war Nicolaus Ulrich, Schulz in Kamjanobrid. Die Mehrheit  von den ersten aus Quellen bekannten Stadtbürgern waren deutschnamig. Władysław II. Jagiełło baute im Ort eine Holzburg, wo er gern residierte sowie 1434 starb. Nach diesem König wurde das Adjektiv Jagielloński im Jahr 1906 dem Ortsnamen hinzugefügt. Im 16. Jahrhundert war Horodok auch polnisch als Słonigrodek überliefert, wobei sich das Adjektiv słony auf Salze bezieht. 1655 war die Stadt Schauplatz der einer Schlacht während des Russisch-Polnischen Krieges 1654–1667. Seit 1444 ist die Anwesenheit von Juden in der Stadt bezeugt, die seit 1680 in einem besonderen, rechtlich von der Stadt separaten Viertel (Gnin) angesiedelt wurden. Die alte, von Polen bewohnte Stadt hatte damals fünf römisch-katholische Kirchen. Nach dem „Jahrhundert der Kriegen“ verfielen die Städte der Region.
Bis 1772 gehörte der Ort in der Adelsrepublik Polen-Litauen zur Woiwodschaft Ruthenien und kam durch die polnischen Teilungen bis 1918 als Teil von Galizien unter österreichische Herrschaft. 1785 wurde die Reichsstraße von Wien nach Lemberg durch Gródek eröffnet. Im Jahre 1788 wurden im Zuge Josephinischen Kolonisation deutsche Siedler römisch-katholischer Konfession (16 Familien oder um 90 Personen.) angesiedelt. Die Kolonie wurde Vorderberg benannt, lag unmittelbar südöstlich der Stadt. Die Nachkommen polonisierten sich und sie wurde 1924 nach die Stadt eingemeindet. 1859 wurde die Bahnstrecke Lwiw–Przemyśl durch die Stadt eröffnet. Seit 1850 war der Ort Sitz der Bezirkshauptmannschaft Gródek, 1867 kam noch ein Bezirksgericht dazu.
Im Jahr 1900 gehörten 3610 Menschen der jüdischen Gemeinde an, das waren ca. 30 % der Bevölkerung.
Während des Ersten Weltkrieges lag der Ort mehrfach im Frontgebiet. Ende August 1914 erfolgte im Rahmen der Schlacht in Galizien eine russische Offensive, die das österreich-ungarische Heer nach Gródek zurückdrängte. Am 7. September 1914 eroberten die Russen in der Schlacht von Gródek nach erbitterten Kämpfen die Stadt. Seine Erlebnisse während der Schlacht verarbeitete der österreichische Dichter Georg Trakl in seinem Gedicht Grodek. Nach der Gegenoffensive der Mittelmächte in der Schlacht von Gorlice-Tarnów verlief die Front im Juni 1915 entlang des Dnister und seines nördlichen Nebenflusses Wereszyka. Am 17. Juni 1915 begann mit der Schlacht bei Gródek (1915) zwischen Gródek und Magierów eine Durchbruchsoffensive des deutschen Heeres. Die heftigen Kämpfe dauerten bis zum 20. Juni 1915 an und veranlassten die russische Armee zum Rückzug aus diesem Frontabschnitt. Dies ermöglichte den Mittelmächten die Rückeroberung Lembergs.
Nach dem Ende des Ersten Weltkriegs kam Gródek zu Polen und lag hier ab 1921 in der Woiwodschaft Lwów. im September 1939 wurde die Stadt von der Sowjetunion besetzt. Damals und wieder 1945 wurde der Ort unter dem Namen Horodok ein Teil der Ukraine. Nach dem deutschen Überfall auf Polen stieg die Anzahl der jüdischen Einwohner auf über 5.000 an, bedingt durch Flüchtlinge aus Westpolen. Die jüdische Bevölkerung wurde nach dem deutschen Einmarsch im Juli 1941 zum größten Teil in Zwangsarbeit oder in das Todeslager Belzec verbracht. Im Mai 1943 wurde das restliche Ghetto liquidiert, die letzten Einwohner wurden erschossen und verbrannt. Eine jüdische Gemeinde existiert heute nicht mehr.

## Wirtschaft
In Horodok wird Obst (v. a. Äpfel) und Gemüse industriell zu Säften, Aromen usw. verarbeitet. Horodok ist Logistikstandort für Flüssigtransporte.

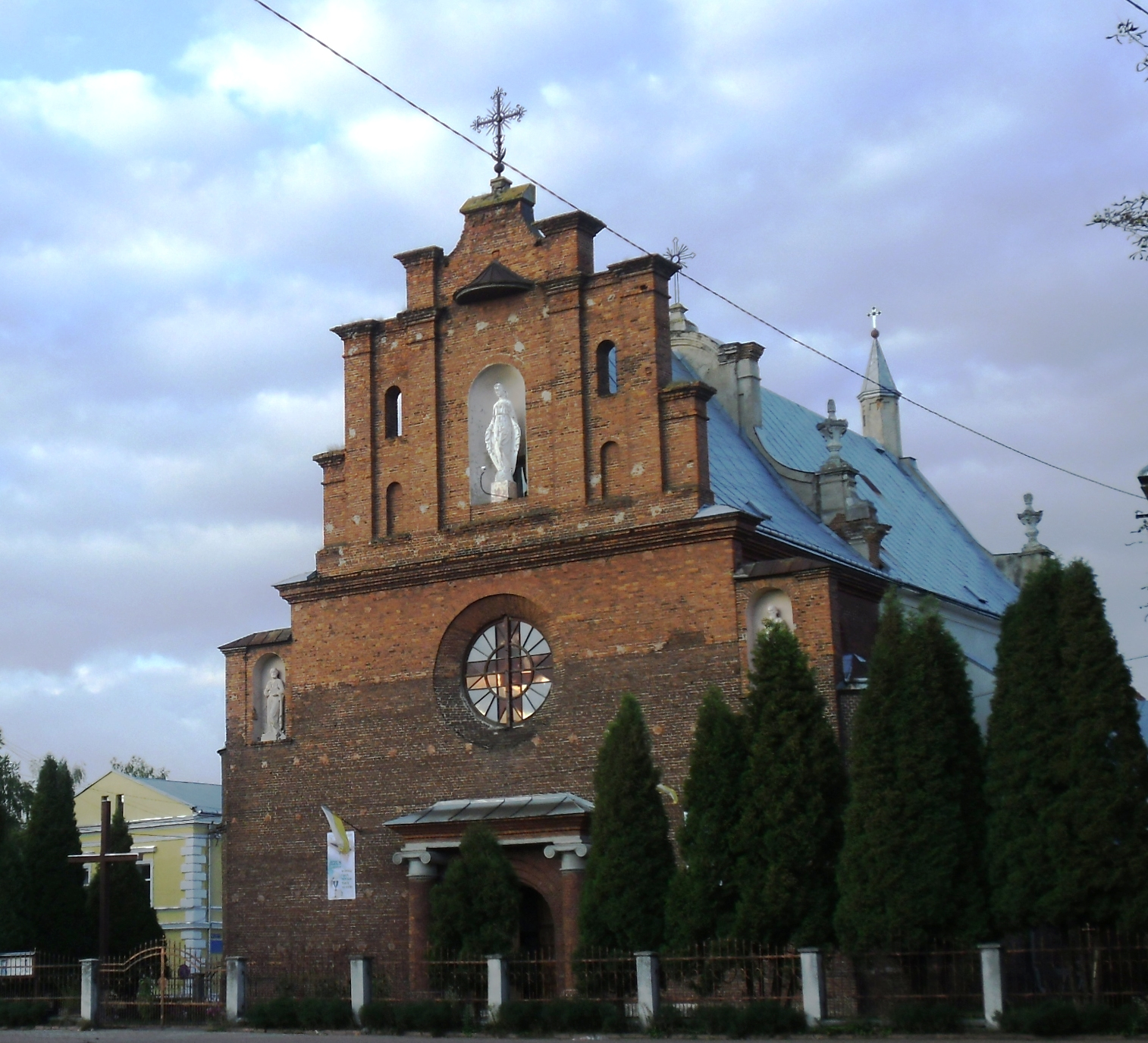
Kirche der Erhöhung des Heiligen Kreuzes
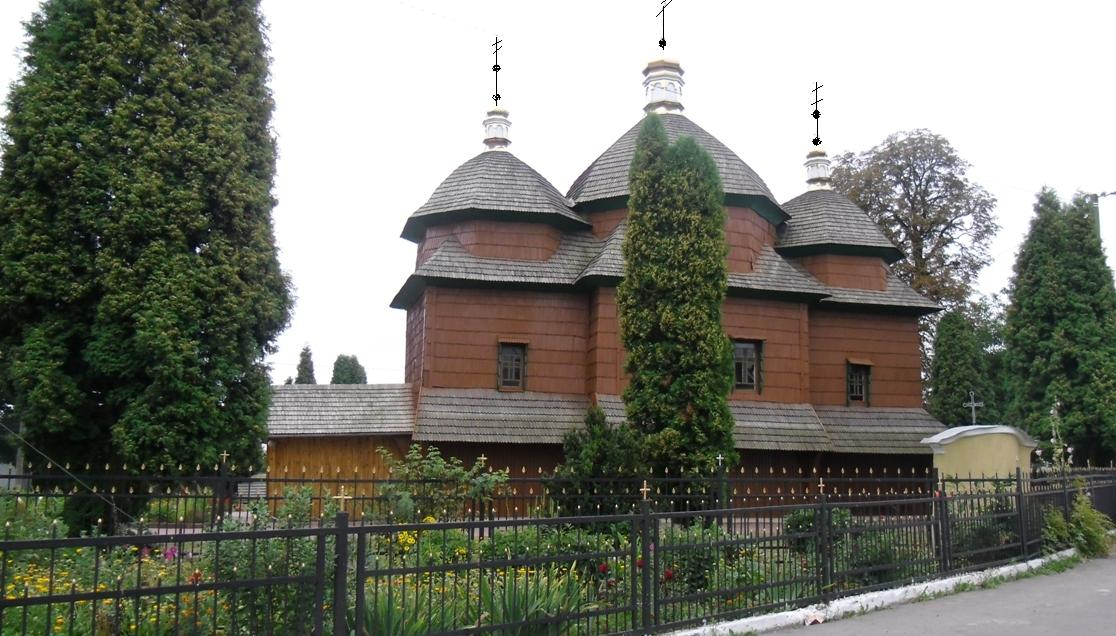
Kirche St. Johannes der Täufer
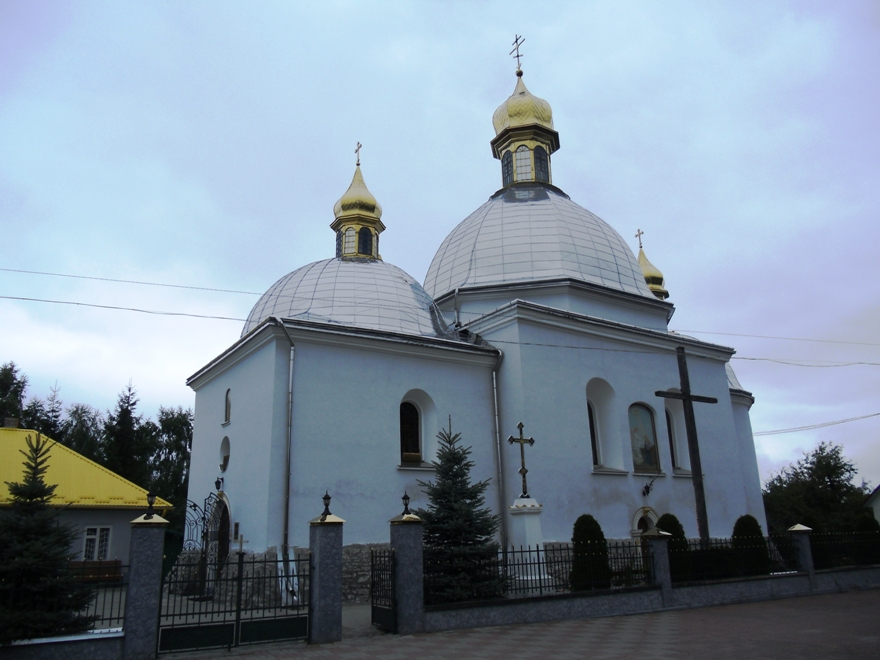
Kirche der Verkündigung
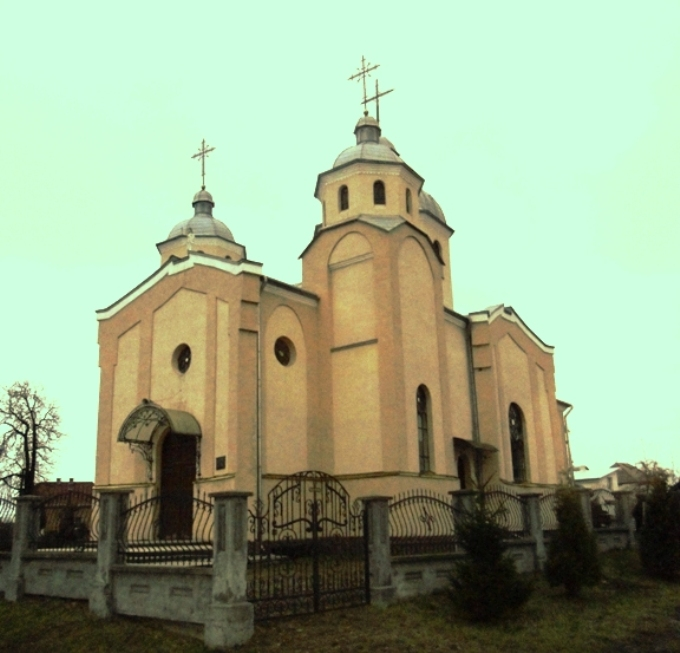
Kirche des Heiligen Geistes

## Verwaltungsgliederung
Am 12. Juni 2020 wurde die Stadt zum Zentrum der neu gegründeten Stadtgemeinde Horodok (Городоцька міська громада/Horodozka miska hromada). Zu dieser zählen auch die in der Tabelle angeführten 38 Dörfer im Rajon Lwiw; bis dahin bildet sie die Stadtratsgemeinde Horodok (Городоцька міська рада/Horodozka miska rada) im Rajon Horodok.
Folgende Orte sind neben dem Hauptort Horodok Teil der Gemeinde:
| Name                      | Name                  | Name                                            | Name                     |
| ukrainisch transkribiert  | ukrainisch            | russisch                                        | polnisch                 |
| ------------------------- | --------------------- | ----------------------------------------------- | ------------------------ |
| Artyschtschiw             | Артищів               | Артищев (Artischtschew)                         | Artyszczów               |
| Bar                       | Бар                   | Бар                                             | Bar                      |
| Bartatiw                  | Бартатів              | Бартатов (Bartatow)                             | Bartanów                 |
| Bratkowytschi             | Братковичі            | Братковичи (Bratkowitschi)                      | Bratkowice               |
| Dobrjany                  | Добряни               | Добряны                                         | Dobrzany                 |
| Dolynjany                 | Долиняни              | Долиняны (Dolinjany)                            | Doliniany                |
| Drosdowytschi             | Дроздовичі            | Дроздовичи (Drosdowitschi)                      | Drozdowice               |
| Dubanewytschi             | Дубаневичі            | Дубаневичи (Dubanewitschi)                      | Dubaniowice              |
| Halytschany               | Галичани              | Галичаны (Galitschany)                          | Haliczanów               |
| Hodwyschnja               | Годвишня              | Годвишня (Godwischnja)                          | Hodwisznia               |
| Hradiwka                  | Градівка              | Градовка (Gradowka)                             | Hoszany                  |
| Kernyzja                  | Керниця               | Керница (Kerniza)                               | Kiernica                 |
| Lisnowytschi              | Лісновичі             | Лесновичи (Lesnowitschi)                        | Leśniowice               |
| Ljubowytschi              | Любовичі              | Любовичи (Ljubowitschi)                         | Lubowice                 |
| Mawkowytschi              | Мавковичі             | Мавковичи (Mawkowitschi)                        | Małkowice                |
| Moloschky                 | Молошки               | Молошки (Moloschki)                             | Zbadyń                   |
| Mschana                   | Мшана                 | Мшана                                           | Mszana                   |
| Myljatyn                  | Милятин               | Милятин (Miljatin)                              | Milatyn                  |
| Myltschyzi                | Мильчиці              | Мильчицы (Miltschizy)                           | Milczyce                 |
| Pidmohylka                | Підмогилка            | Подмогилка (Podmogilka)                         | Henrykówka               |
| Pobereschne               | Побережне             | Побережное (Pobereschnoje)                      | Jatwięgi                 |
| Powitno                   | Повітно               | Повитно                                         | Powitno                  |
| Putjatytschi              | Путятичі              | Путятичи (Putjatitschi)                         | Putiatycze               |
| Retschytschany            | Речичани              | Речичаны (Retschitschany)                       | Rzeczyczany              |
| Rodatytschi               | Родатичі              | Родатичи (Rodatitschi)                          | Rodatycze                |
| Saluschschja              | Залужжя               | Залужье (Saluschje)                             | Załuże                   |
| Sawereschyzja             | Заверешиця            | Заверешица (Sawereschiza)                       | Cuniów                   |
| Scholomynytschi           | Шоломиничі            | Шоломиничи (Scholominitschi)                    | Szołomienice             |
| Selenyj Haj               | Зелений Гай           | Зелёный Гай (Seljony Gai)                       | Uherce Wieniawskie       |
| Stodilky                  | Стоділки              | Стодолки (Stodolki)                             | Stodółki                 |
| Suschyzi                  | Зушиці                | Зушицы (Suschizy)                               | Zuszyce                  |
| Tscherljanske Peredmistja | Черлянське Передмістя | Черлянское Предместье (Terljanskoje Predmestje) | Czerlańskie Przedmieście |
| Tscherljany               | Черляни               | Черляны                                         | Czerlany                 |
| Tutschapy                 | Тучапи                | Тучапы                                          | Tuczapy                  |
| Uhry                      | Угри                  | Угры (Ugry)                                     | Uherce Niezabitowskie    |
| Welyka Kalynka            | Велика Калинка        | Великая Калинка (Welikaja Kalinka)              | Kalinka Wielka           |
| Wolja-Bartatiwska         | Воля-Бартатівська     | Воля-Бартатовская (Wolja-Bartatowskaja)         | Wola Bartatówska         |
| Wowtschuchy               | Вовчухи               | Волчухи (Woltschuchi)                           | Wołczuchy                |

## Persönlichkeiten
- Hipolit Śliwiński (1866–1932), polnischer Architekt und Politiker
- Petro Werhun (1890–1957), griechisch-katholischer Priester und Märtyrer
- Igor Gorin (1904–1982), US-amerikanischer Sänger, Schauspieler, Komponist und Musikpädagoge
- Joseph Beer (1908–1987), österreichischer Komponist, Operetten
- Roman Lysko (1914–1949), griechisch-katholischer Priester und Märtyrer
- Ross Martin (1920–1981), polnisch-US-amerikanischer Schauspieler
- Franciszek Duszeńko (1925–2008), polnischer Bildhauer
- Roman Horak (* 1942), Schriftsteller, Literaturwissenschaftler und Museumsleiter